# Noicattaro 1952
L'Associazione Sportiva Dilettantistica Noicattaro 1952, semplicemente nota come Noicattaro o Noicattaro 1952, è una società calcistica italiana con sede nella città di Noicattaro, nella città metropolitana di Bari. I suoi colori sociali sono il rosso e il nero.
Nel 2020, il Noja Calcio '96 raccoglie la tradizione sportiva cittadina, ponendosi in continuità storica con l'A.S. Noicàttaro Calcio. Quest'ultimo sodalizio fu fondato per la prima volta nel 1985, per poi sciogliersi nel 2020 a causa dello spostamento del titolo sportivo nel vicino comune di Mola di Bari.

## Storia

### Gli inizi (1985-1996)
L'Associazione Sportiva Noicattaro nacque nel 1985, raccogliendo l'eredità della vecchia società fondata nel 1952. 
Nella stagione 1987-1988 vince il campionato di Promozione Pugliese e viene promosso nel campionato Interregionale. Nella stagione 1989-1990 retrocede in Promozione.
Nella stagione 1994-1995 vince un altro campionato di Promozione Puglia e viene promosso in Eccellenza.
Nella stagione 1995-1996 termina 4ª nel campionato di Eccellenza Pugliese, vince la Coppa Italia di Eccellenza (fase regionale) ma nella fase nazionale della Coppa perde in semifinale contro il Locri.

### Gli anni della Serie D e della C2 (1996-2011)
Nella stagione 1996-1997 vince il campionato di Eccellenza Pugliese, la Coppa Italia di Eccellenza (fase regionale) e la Coppa Italia di Eccellenza (fase nazionale). Nella finale della fase nazionale della Coppa sconfigge l'Ivrea nella doppia sfida andata e ritorno. Partecipa nella stessa stagione anche alla finale di Supercoppa Dilettanti in gara unica all'Olimpico di Roma, perdendo contro l'Astrea (vincitrice coppa Italia di serie D). L'allenatore di quella squadra è Sergio Notariale, il Presidente è Agostino Divella.
Nella stessa stagione la categoria giovanile Giovanissimi (nati 1981), gestita in collaborazione con la ASD Pro Gioventù Noicàttaro, vince senza mai essere sconfitti prima il proprio girone e successivamente le fasi finali, laureandosi Campioni Regionali.
Nella stagione 1998-1999 retrocede in Eccellenza.
Nella stagione 2000-01 chiude al 2º posto in Eccellenza e torna in Serie D vincendo la finale spareggio nazionale contro l'Alcamo in gara andata e ritorno. L'allenatore è Nicola Ragno, alla Presidenza la coppia Agostino Divella-Enrico Tatò.

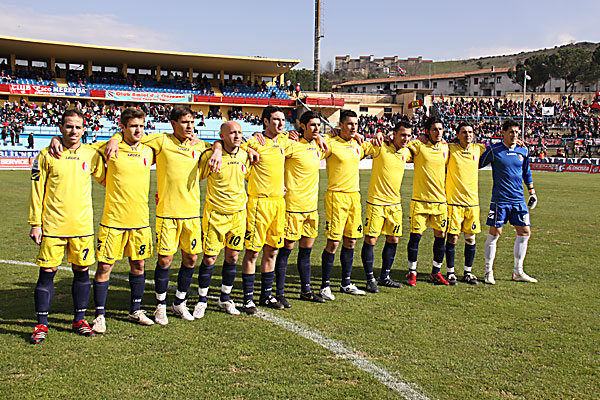
La squadra del 2008-2009, militante in Lega Pro Seconda Divisione.

Nella stagione 2005-2006 la squadra juniores della società rossonera vince lo Scudetto Juniores Dilettanti Nazionale.
Al termine della stagione 2006-2007 la squadra è promossa per la prima volta nella sua storia in Serie C2, in virtù del primo posto conquistato nel girone H di Serie D. L'allenatore di quella squadra è Enzo Del Rosso, il Presidente è Enrico Tatò. Rimane in Seconda Divisione fino al termine della stagione 2009-2010, conclusa con la retrocessione in serie D dopo i play-out persi contro la Vibonese.
Per la stagione 2010-2011 il presidente Enrico Tatò lascia la piazza nojana. La società non trova i mezzi per partecipare alla Serie D e ottiene di scendere nel campionato di Promozione pugliese. La squadra, presieduta da un nuovo gruppo societario composto da imprenditori locali, termina il campionato al 6º posto, mancando per pochi punti l'accesso ai play-off.

### La radiazione e le rifondazioni nei campionati regionali
Per la stagione 2011-2012 la società non s'iscrive a nessun campionato e viene quindi radiata. Viene rilevato il titolo della ex A.S.D. Libertas Palese di Bari, che era stata ripescata nel campionato di Eccellenza Puglia dopo aver disputato l'intero campionato di Promozione pugliese per la città di Bitonto. La squadra chiude al 12º posto in Eccellenza Puglia.
Nella stagione 2012-2013 il club si unisce all'A.S.D. Puglia Sport Altamura, diventando A.S.D. Puglia Sport Noicattaro. Dopo aver disputato un campionato in Promozione (concluso in sedicesima posizione in classifica), nell'estate 2013 il titolo sportivo viene spostato a Laterza.
Per scongiurare la scomparsa definitiva del calcio a Noicattaro, nell'estate del 2013, la società nojana di Calcio Giovanile fondata nel 1989, la A.S.D. Pro Gioventù Noicattaro, con colori sociali il giallo e il verde, appoggiata da alcuni imprenditori locali, forma una squadra per le categorie dilettantistiche. La nuova formazione disputa il campionato di Terza Categoria 2013-2014, chiudendo al 3º posto e perdendo la finale play-off contro l'Acquaviva.
Nell'estate del 2014 la società acquista il titolo sportivo del Valenzano e partecipa alla Seconda Categoria Puglia con la denominazione temporanea di A.S.D. A.S.C. Valenzano.
Nell'estate del 2015 il sodalizio assume ufficialmente la denominazione di A.S.D. Noicattaro Calcio. Dopo un altro campionato di Seconda Categoria, rinuncia all'iscrizione al campionato 2016-2017 richiedendo di partecipare ai campionati del Settore Giovanile e Scolastico, al fine di conservare l'anzianità federale e il numero di matricola.
Nel 2016 Agostino Divella (già presidente dell'A.S. Noicattaro in passato) sposta da Mola di Bari a Noicattaro l'Atletico Mola, squadra di Eccellenza Puglia, variandone i colori sociali in rosso e nero ma non la denominazione ufficiale, nell'attesa di progetti definitivi per gli anni successivi (quindi non raccogliendo l'eredità storica della formazione rossonera). Dopo aver concluso la competizione a metà classifica il titolo sportivo viene ceduto a una cordata imprenditoriale molfettese che cambia ancora colori e nome. La stessa cordata, proprietaria dell'A.S.D. Nuova Molfetta 1983 (nota come Molfetta Calcio), vende a un gruppo d'imprenditori nojani il proprio titolo sportivo di Promozione, a cui questi riportano il nome "A.S.D. Noicattaro Calcio".
Nell'estate 2020, concluso il campionato di Promozione al nono posto, il presidente Agostino Divella decide di ritrasferire il titolo da Noicàttaro alla vicina Mola di Bari cedendolo alla Virtus Mola, variandone i colori sociali in bianco e azzurro e la denominazione ufficiale, annullando del tutto la A.S.D. Noicàttaro Calcio (rimanendo libero il gruppo dirigenziale e mettendo da parte il logo ufficiale).
Da agosto 2020 il calcio nojano (prima squadra e juniores) è rappresentato dalla Noja Calcio 96 (fondata appunto nel '96 disputando vari campionati di Terza Categoria), che mantenendo i colori sociali rosso e nero e appropriandosi, variandolo di poco, del logo societario della vecchia A.S.D. Noicàttaro Calcio, si iscrive al campionato provinciale di Prima Categoria previa concessione della FIGC per il riconoscimento dell'eredità sportiva.

## Palmarès

### Competizioni nazionali
- Serie D: 1

2006-2007 (girone H)

### Competizioni regionali
- Coppa Italia Dilettanti (Fase Eccellenza): 1

1996-1997
- Coppa Italia Dilettanti Puglia: 2

1995-1996, 1996-1997
- Promozione: 1

1994-1995 (girone A)
- Eccellenza: 1

1996-1997

### Competizioni giovanili
- Giovanissimi Provinciali Under 15 Bari

2018-2019
- Campionato Juniores Nazionali: 1

2005-2006

## Statistiche e record

### Partecipazione ai campionati
| Livello | Categoria                       | Partecipazioni | Debutto   | Ultima stagione | Totale |
| ------- | ------------------------------- | -------------- | --------- | --------------- | ------ |
| 4º      | Serie C2                        | 1              | 2007-2008 | 2007-2008       | 3      |
| 4º      | Lega Pro Seconda Divisione      | 2              | 2008-2009 | 2009-2010       | 3      |
| 5º      | Campionato Interregionale       | 2              | 1988-1989 | 1989-1990       | 9      |
| 5º      | Campionato Nazionale Dilettanti | 2              | 1997-1998 | 1998-1999       | 9      |
| 5º      | Serie D                         | 5              | 2002-2003 | 2006-2007       | 9      |

## Tifoseria

### Gemellaggi e rivalità
Gemellaggi
- Bacoli Sibilla

Amicizie
- Sant'Anastasia

Rivalità
- Monopoli
- Grottaglie
- Brindisi
- Soccer Trani